# Ephemera glaucops
Espèce
Ephemera glaucops est une espèce d'insectes de l'ordre des éphéméroptères.

## Caractéristiques physiques
- Nymphe :
  - de 20 à 25 mm avec les cerques.
- Imago :
  - Corps : ♂ 14 à 17 mm, ♀ 15 à 22 mm
  - Cerques : ♂ 18 à 24 mm, ♀ 12 à 15 mm
  - Ailes : ♂ 12 à 15 mm, ♀ 14 à 17 mm

Ephemera glaucops est un peu plus petite que ses cousines Ephemera danica et Ephemera vulgata.

## Localisation
Dans les secteurs lents des zones amont et moyenne des rivières d'Europe.

C'est une espèce assez peu répandue.

## Éclosion
Essentiellement en juillet.